# Brazylia na Mistrzostwach Świata w Lekkoatletyce 2013
Brazylia na Mistrzostwach Świata w Lekkoatletyce 2013 – reprezentacja Brazylii podczas czempionatu w Moskwie liczyła 32 zawodników.

## Występy reprezentantów Brazylii

### Mężczyźni

#### Konkurencje biegowe
| Konkurencja                 | Zawodnik                                                                                        | Runda 1      | Runda 1 | Półfinał   | Półfinał | Finał        | Finał   |
| Konkurencja                 | Zawodnik                                                                                        | Rezultat     | Pozycja | Rezultat   | Pozycja  | Rezultat     | Pozycja |
| --------------------------- | ----------------------------------------------------------------------------------------------- | ------------ | ------- | ---------- | -------- | ------------ | ------- |
| Bieg na 200 m               | Bruno de Barros                                                                                 | 20,60        | 19.     | NQ         | NQ       | NQ           | NQ      |
| Bieg na 200 m               | Aldemir da Silva Junior                                                                         | 20,73        | 26.     | NQ         | NQ       | NQ           | NQ      |
| Bieg na 400 m               | Anderson Henriques                                                                              | 45,13 (PB)   | 4. Q    | 44,95 (PB) | 8. q     | 45,03        | 8.      |
| Bieg na 800 m               | Kléberson Davide                                                                                | 1:48,28      | 35.     | NQ         | NQ       | NQ           | NQ      |
| Maraton                     | Solonei da Silva                                                                                | —            | —       | —          | —        | 2:11:40 (SB) | 6.      |
| Maraton                     | Paulo Roberto Paula                                                                             | —            | —       | —          | —        | 2:11:40 (SB) | 7.      |
| Bieg na 400 m przez płotki  | Mahau Suguimati                                                                                 | 50,00        | 22. q   | 50,27      | 20.      | NQ           | NQ      |
| Sztafeta 4 × 400 m mężczyzn | Wagner Francisco Cardoso Jonathan da Silva Pedro Luis de Oliveira Anderson Henirques Hugo Souza | 3:01,09 (SB) | 6. q    | —          | —        | 3:02,19      | 7.      |
| Chód na 20 km               | Caio Bonfim                                                                                     | —            | —       | —          | —        | DSQ          | DSQ     |
| Chód na 50 km               | Mário José dos Santos                                                                           | —            | —       | —          | —        | 4:06:12 (SB) | 43.     |

#### Konkurencje techniczne
| Konkurencja   | Zawodnik                  | Eliminacje | Eliminacje | Finał    | Finał   |
| Konkurencja   | Zawodnik                  | Rezultat   | Pozycja    | Rezultat | Pozycja |
| ------------- | ------------------------- | ---------- | ---------- | -------- | ------- |
| Skok o tyczce | Thiago da Silva           | 5,40       | 14.        | NQ       | NQ      |
| Skok o tyczce | Augusto Dutra de Oliveira | 5,55       | 6. q       | 5,65     | 11.     |
| Skok o tyczce | João Gabriel Sousa        | 5,25       | 29.        | NQ       | NQ      |
| Skok w dal    | Mauro da Silva            | 7,92       | 11. q      | 8,24     | 5.      |
| Trójskok      | Jefferson Sabino          | 16,49      | 16.        | NQ       | NQ      |
| Rzut dyskiem  | Ronald Julião             | 59,36      | 22.        | NQ       | NQ      |
| Dziesięciobój | Carlos Eduardo Chinin     | —          | —          | 8388     | 6.      |

### Kobiety

#### Konkurencje biegowe
| Konkurencja               | Zawodnik                                                                            | Runda 1    | Runda 1 | Półfinał | Półfinał | Finał    | Finał   |
| Konkurencja               | Zawodnik                                                                            | Rezultat   | Pozycja | Rezultat | Pozycja  | Rezultat | Pozycja |
| ------------------------- | ----------------------------------------------------------------------------------- | ---------- | ------- | -------- | -------- | -------- | ------- |
| Bieg na 100 m             | Ana Cláudia Silva                                                                   | 11,08      | 4. Q    | 11,25    | 11       | NQ       | NQ      |
| Bieg na 100 m             | Franciela Krasucki                                                                  | 11,17      | 9. Q    | 11,34    | 15.      | NQ       | NQ      |
| Bieg na 200 m             | Ana Cláudia Silva                                                                   | 23,31      | 30.     | NQ       | NQ       | NQ       | NQ      |
| Bieg na 200 m             | Franciela Krasucki                                                                  | 23,20      | 24.     | NQ       | NQ       | NQ       | NQ      |
| Bieg na 400 m             | Joelma Sousa                                                                        | 53,01      | 29.     | NQ       | NQ       | NQ       | NQ      |
| Sztafeta 4 × 100 m kobiet | Ana Cláudia Silva Franciela Krasucki Evelyn dos Santos Rosângela Santos Vanda Gomes | 42,29 (AR) | 4. Q    | —        | —        | DNF      | DNF     |

#### Konkurencje techniczne
| Konkurencja    | Zawodnik               | Eliminacje | Eliminacje | Finał    | Finał   |
| Konkurencja    | Zawodnik               | Rezultat   | Pozycja    | Rezultat | Pozycja |
| -------------- | ---------------------- | ---------- | ---------- | -------- | ------- |
| Skok o tyczce  | Fabiana Murer          | 4,55       | 9. q       | 4,65     | 5.      |
| Skok o tyczce  | Karla da Silva         | 4,30       | 19.        | NQ       | NQ      |
| Trójskok       | Keila Costa            | 13,82      | 13.        | NQ       | NQ      |
| Pchnięcie kulą | Geísa Arcanjo          | 17,55      | 18.        | NQ       | NQ      |
| Rzut dyskiem   | Fernanda Raquel Borges | NM         | NM         | NQ       | NQ      |
| Rzut oszczepem | Jucilene de Lima       | 55,18      | 26.        | NQ       | NQ      |